# فيسينت كاتادا
فيسينت كاتادا (بالإسبانية: Vicente Catada)‏ (مواليد 11 أكتوبر 1903) هو ملاكم أرجنتيني، مثّل بلاده في الألعاب الأولمبية الصيفية 1924.

## روابط خارجية
فيسينت كاتادا على موقع أوليمبيديا (الإنجليزية)